# Mia Sydow Mölleby
Mia Sydow Mölleby (nascida a 27 de outubro de 1960) é uma política sueca. Ela serve como membro do Riksdag em representação do círculo eleitoral do Condado de Örebro.